# Moncaup, Haute-Garonne
 Moncaup  là một xã thuộc tỉnh Haute-Garonne trong vùng Occitanie tây nam nước Pháp. Xã này nằm ở khu vực có độ cao trung bình 571 mét trên mực nước biển.